# Alina Grijseels
Alina Grijseels (Wezel, 12 april 1996) is een Duitse handbalspeler die onder contract staat bij de Bundesliga-club Borussia Dortmund. Ze werd in Duitsland verkozen tot handballer van het jaar 2021.

## Carrière

### Club
Alina Grijseels speelde in de jeugd voor TV Biefang 1912 en later bij het damesteam van TV Aldenrade in de Oberliga en bezat dubbelspelrechten voor de A-Jeugd-Bundesligaclub TV Aldekerk. In september 2013 stapte de opbouwspeeltster zich bij het derdeklasser TuS Lintfort en was nog steeds speelgerechtigd voor TV Aldekerk. In november 2014 verhuisde ze naar tweedeklasser Borussia Dortmund en bleef spelen voor TV Aldekerk met dubbelspelrechten. In het seizoen 2014/15 promoveerde Grijseels met Dortmund naar de Bundesliga en eindigde als vierde in het Duitse jeugdkampioenschap A met Aldekerk. Daarna speelde ze alleen voor Dortmund. Met Borussia stond ze in het seizoen 2015/16 in de bekerfinale. Met Dortmund won ze in 2021 het Duitse kampioenschap.

### Nationaal team
Alina Grijseels won met het Duitse U18 nationale team de zilveren medaille op het wereldkampioenschap U18 in Macedonië in 2014. Een jaar later nam ze deel aan het EK U19 in Spanje, waar ze na de hoofdronde met Duitsland werd uitgeschakeld. In 2016 nam ze deel aan het WK U20 in Rusland. Op 21 maart 2018 maakte ze haar debuut voor het Duitse nationale team in een wedstrijd tegen Spanje.
In juni 2021 werd Grijseels door Henk Groener aangesteld als teamcaptain van de DHB-selectie. Zij bekleedt deze functie samen met Emily Bölk.